# Голос народу (газета)
Го́лос наро́ду — громадсько-політична газета Чортківщини, тижневик. Реєстраційний номер ТР 355. Індекси видання — 61336, 61367. Виходить з вересня 1990 року.
Засновник: Товариство з обмеженою відповідальністю «Редакція газети «Голос народу».

## Історія
У травні 1945 року засновано газету під назвою «Нове життя», яку в 1962 році перейменували на «Зорю комунізму». Така назва протрималася до вересня 1990 року, коли знову газету перейменували на «Голос народу».
У жовтні 2018 року завдяки співпраці Агенції розвитку локальних медіа «Або» та колективу газети у всесвітній павутині з'явився новий вебсайт про місто Чортків і Чортківщину — Чортків.City.

## Редактори
- Перший невідомий,
- В. Петровський (1945—1946),
- Олексій Осьмаков (1946)[7],
- С. Веріженко (1946—1954),
- В. Деркач (1954—1955),
- І. Коваленко (1955—1959),
- Б. Гледзер (1959—1962),
- Н. Головко (1962—1963),
- Василь Шуляк (1963—1989),
- Зеновій Фрис (1989—1991),
- Анатолій Шуляк (1991—2005),
- Любомир Габруський (від травня 2005 донині).